# Ethnikos GS
Ethnikos GS (gr. Εθνικός Γυμναστικός Σύλλογος, Εθνικός – pol. Narodowy Gimnastyczny Klub) – grecki klub sportowy, mający swoją siedzibę w stolicy kraju, mieście Ateny. Jest jednym z najstarszych klubów sportowych w Grecji. Obecnie działają sekcje koszykówki męskiej, siatkówki męskiej i żeńskiej, lekkoatletyki, pływania, pięcioboju nowoczesnego, boksu, wrestlingu, judo, szermierki, łucznictwa, strzelectwa i podnoszenia ciężarów.

## Historia
Chronologia nazw:
- 1893: Ethnikos Gymnastikos Syllogos
- 1913: sekcja piłkarska zawieszona

Gimnastyczny klub Ethnikos został założony w Atenach 23 maja 1893 roku. Na początku działały sekcję gimnastyczna, walki i kolarstwa. W 1897 roku Ethnikos był jednym z założycieli Asocjacji Greckich Atletycznych i Gimnastycznych Stowarzyszeń (wtedy SEAGS), która jako pierwsza od 1906 organizowała turnieje piłkarskie. W 1899 powstała sekcja piłkarska, tzw. Omáda Podosfairíseos (gr. Ομάδα Ποδοσφαιρίσεως). W pierwszej dekadzie XX wieku z sukcesem występowała drużyna piłkarska, która wygrała dwukrotnie (w 1906 i 1907) mistrzostwa Grecji, które organizowała SEAGS. W turnieju piłki nożnej pod patronatem SEAGS uczestniczyła również w 1907/08, 1908, 1909/10 i 1912. Potem sekcja piłki nożnej Ethnikos Ateny nie była aktywna, zachowując charakter czysto amatorski.

## Sukcesy

### Trofea międzynarodowe
Nie uczestniczył w rozgrywkach europejskich (stan na 31-12-2016).

### Trofea krajowe
| \| \| Zdobyte trofea w rozgrywkach Grecji (stan na: 31-05-2017) \| |                                                           |      |                                               |
| Rozgrywki                                                          | Osiągnięcie                                               | Razy | Sezon(y)                                      |
| Mistrzostwo                                                        | I miejsce                                                 | 2    | 1906 (nieoficjalnie), 1907 (nieoficjalnie)    |
| Mistrzostwo                                                        | II miejsce                                                | 2    | 1907/08 (nieoficjalnie), 1912 (nieoficjalnie) |
| Mistrzostwo                                                        | III miejsce                                               | 1    | 1909/10 (nieoficjalnie)                       |
| Puchar                                                             | zdobywca                                                  | 0    |                                               |
| Puchar                                                             | finalista                                                 | 0    |                                               |
| II liga                                                            | I miejsce                                                 | 0    |                                               |
| II liga                                                            | II miejsce                                                | 0    |                                               |
| II liga                                                            | III miejsce                                               | 0    |                                               |
| Grecja                                                             | Zdobyte trofea w rozgrywkach Grecji (stan na: 31-05-2017) |      |                                               |

## Stadion
Klub rozgrywał swoje mecze domowe na stadionie Welodrom Neo Phaliron w Atenach, który mógł pomieścić 7000 widzów.